# کلیسای آیا یورگی
کلیسای آیایورگی (به ترکی استانبولی: Aya Yorgi Manastırı) در بلندترین تپه جزیره بیوک (به ترکی استانبولی: Büyükada) شهر استانبول ترکیه قرار دارد. این کلیسا در سال ۱۷۵۱ ساخته شده است و یکی از مراکز تاریخی این جزیره محسوب می‌شود. بافت سازه‌ای آن از آجر بوده و از دو طبقه تشکیل یافته است.
افرادی که قصد بازدید از این کلیسا را دارند، باید در سمت اروپایی ترکیه از اسکله کاباتاش سوار کشتی‌های شهرداری شده و پس از طی پنجاه دقیقه به جزیزه بیوک برسند. در آنجا هم به کلیسای آیا یورگی مراجعت نمایند.